# Милис
Мѝлис (на италиански: Milis; на сардински: Miris, Мирис) е село и община в Южна Италия, провинция Ористано, автономен регион и остров Сардиния. Разположено е на 72 m надморска височина. Населението на общината е 1615 души (към 2010 г.).